# Tobias Wiesner
Tobias Wiesner (* 31. Juli 1990) ist ein deutscher Fußballspieler. Er spielt seit Januar 2018 für den Landesligisten SC Ettmannsdorf.

## Karriere
Wiesner spielte bis 2009 beim SSV Jahn Regensburg und wurde, obwohl er noch Teil der Jugendmannschaft war, auch in der ersten Mannschaft in der Dritten Liga eingesetzt. 2009 wechselte er zum Regionalligisten SpVgg Weiden. Im Januar 2011 kehrte Wiesner zum SSV Jahn zurück, kam jedoch nur in der zweiten Mannschaft zum Einsatz. Zur Saison 2013/14 wechselte er in die Bayernliga Nord zur DJK Ammerthal. Ein Jahr darauf verpflichtete ihn der Ligakonkurrent FC Amberg. Dort gelang ihm in der Saison 2014/15 der Aufstieg in die Regionalliga Bayern, wo jedoch nach nur einer Saison wieder der Gang in die Bayernliga angetreten werden musste. Zur Saison 2016/17 wechselte Wiesner in die Landesliga Mitte zum SV Donaustauf, bei dem der ehemalige Bundesligaspieler und -trainer Klaus Augenthaler als Trainer fungierte. Im Sommer 2018 erfolgte sein ligainterner Wechsel zum SC Ettmannsdorf.